# Helorus Fossa
L'Helorus Fossa è una struttura geologica della superficie di Dione.